# Спира, Генри
Генри Спира (Henry Spira; 19 июня 1927 — 12 сентября 1998) — бельгийско-американский защитник прав животных, считающийся одним из самых эффективных защитников животных XX века. В 1974 году основал группу Animal Rights International. Известен успешной кампанией 1976 года против опытов на животных в Американском музее естественной истории, где проводились эксперименты на кошках для исследования их сексуальной жизни, а также полностраничной рекламой 1980 года в The New York Times с изображением кролика с пластырем на глазах и подписью «Сколько кроликов готов ослепить Revlon ради красоты?».

## Ранние годы

### Детство
Генри Спира родился в Антверпене (Бельгия) в семье Мориса Спиры и Маргит Спитцер Спиры. Морис и его отец занимались торговлей алмазами; отец его матери был главным раввином Гамбурга. Семья была обеспеченной, у Генри была няня и он учился во франкоязычном лицее. Когда ему было 10, его отец отправился в Панаму, а остальная семья переехала в Гамбург к семье Маргит. Спира присоединился к еврейской молодёжной группе и начал учить иврит.
Вскоре после Хрустальной ночи в ноябре 1938 года они переехали к его отцу в Панаму, который открыл там магазин дешёвой одежды и украшений, в основном для моряков. Генри поступил в католическую школу, где уроки проводили монахини на испанском языке, однако вскоре у отца кончились деньги и он не смог оплачивать учёбу. Следующий год Генри работал в магазине отца.

### Переезд в Нью-Йорк
Когда ему было тринадцать, в декабре 1940 года, семья переехала в Нью-Йорк. Отец снова занимался алмазами, и они арендовали квартиру на 104-й Западной улице. Генри учился в средней школе. Он продолжал изучать иврит, самостоятельно оплачивая уроки за счёт работы на каникулах, прошёл обряд бар-мицвы и носил кипу.
В 1943 году Генри учился в старшей школе Стайвесант и под своим еврейским именем Ноя присоединился к левой нерелигиозной сионистской группе «Ха-шомер ха-цаир», которая готовила молодых евреев к жизни в кибуцах в Палестине. Группа организовывала летние лагеря, где они учились фермерству, занимались пешим туризмом и проходили уроки о равенстве мужчин и женщин. По словам Питера Сингера, антиматериализм и независимость ума, привитые Спире в группе, остались с ним на всю жизнь. Уйдя из дома в 16 лет, он жил в механическом цехе, где работал после обеда, а по утрам ходил в школу.

### Торговый флот и армия
В 1944 году Спира стал сторонником Социалистической рабочей партии. Вместе с активистом Джоном Блэком он занимался агитацией за партию среди нью-йоркских старшеклассников. В 1945 году Спира стал моряком торгового флота, присоединившись к троцкистам, активным в Национальном морском союзе. Когда в эпоху маккартизма в союзе прошла чистка от коммунистов и левых, Спира был занесён в чёрный список. В марте 1952 года ему сообщили, что его присутствие на американском торговом судне «угрожает безопасности правительства США». Позже он говорил Питеру Сингеру: «Я просто понял, что это было частью игры: сражайся с системой и она с тобой поквитается».
Спира был призван в армию США, служил в Берлине в 1953—1954, где его заданием было каждую неделю выступать с новостями перед несколькими сотнями военнослужащих. После двух лет в армии он работал на сборочной линии завода General Motors в Линдене (штат Нью-Джерси). По словам Спиры, во время работы в GM он увидел, какую власть могут осуществлять люди, когда действуют независимо от организации.

## Активизм

### Журналистика и права человека
В 1950-х и 1960-х Спира писал для партийной газеты The Militant и других левых и альтернативных изданий, часто используя имя Генри Гитано. В течение 1955 года он освещал забастовку United Auto Workers в Нью-Касле (штат Индиана), когда бастующие рабочие были ранены и было объявлено военное положение. Он также писал о движении за гражданские права в Монтгомери (штат Алабама) и в Таллахасси (штат Флорида) во время автобусного бойкота в 1956 году; и о борьбе против сегрегации и за избирательное право в 1960-х.
В 1958—1959 годах The Militant опубликовал серию статей Спиры о злоупотреблениях ФБР под руководством Джона Эдгара Гувера. В 1958 году Спира посетил Кубу, став первым американским журналистом, приехавшим на остров и взявшим интервью у Фиделя Кастро после революции. Под его влиянием Социалистическая рабочая партия и другие левые создали комитет Fair Play for Cuba, целью которого было распространение информации о Кубе среди американцев и предотвращение вторжения США. За две недели до высадки в заливе Свиней Спира сообщал о подготовке операции ЦРУ в координации с кубинскими эмигрантами.
Спира также был вовлечён в работу Комитета за демократизацию Национального морского союза в начале 1960-х годов — в период, когда диссиденты сталкивались с избиениями и угрозами от сторонников президента союза Джозефа Каррена. В 1958 году он окончил Бруклинский колледж в Нью-Йорке, а в 1966 году начал преподавать английскую литературу в нью-йоркской старшей школе, где учились дети из гетто.

### Защита прав животных
По словам Спиры в интервью The New York Times, он впервые заинтересовался правами животных в 1973 году, когда подруга попросила на время отъезда оставить у него кошку: «Я начал задумываться о целесообразности обнимания с одними животными и втыкания ножа и вилки в других».
Примерно в то же время он прочёл колонку Ирвина Зильбера в The Guardian, левой нью-йоркской газете (в настоящее время закрытой), о статье австралийского философа Питера Сингера в The New York Review of Books. Статья Сингера была обзором книги «Животные, люди и мораль» (1971) трёх оксфордских философов Джона Харриса и Рослинд и Стэнли Годловичей. Спира нашёл статью Сингера и очень вдохновился: «Я чувствовал, что освобождение животных было логическим продолжением того, чему была посвящена моя жизнь — отождествления с бессильными и уязвимыми, жертвами, подавленными и угнетёнными».
В 1974 году он основал Animal Rights International (ARI), с тем чтобы оказать давление на компании, которые использовали животных. Ему приписывают идею «реинтегративного пристыжения», включающую в себя побуждение оппонентов к изменениям путём работы с ними — часто конфиденциально — вместо их публичного очернения. По словам социолога Лайла Монро, Спира шёл на многое, чтобы избежать гласности, используя её только в качестве последнего средства.
В 1976 году он провёл кампанию против опытов на кошках, которые Американский музей естественной истории проводил в течение 20 лет для исследования влияния некоторых видов увечий на сексуальную жизнь кошек. Музей прекратил исследования в 1977 году, и кампания Спиры была названа первой, которая смогла прекратить эксперименты на животных.
Другая известная кампания была направлена против косметического гиганта Revlon, использовавшего тест Дрейза, который подразумевает закапывание вещества в глаза животных, обычно кроликов, чтобы определить, являются ли они токсичными. 15 апреля 1980 года Спира вместе с ARI опубликовал полностраничную рекламу в The New York Times с заголовком «Сколько кроликов готов ослепить Revlon ради красоты?». В течение года Revlon пожертвовал 750 тысяч долларов в фонд поиска альтернативы опытам над животными, после чего последовали значительные пожертвования от Avon, Bristol Myers, Estée Lauder, Max Factor, Chanel и Mary Kay Cosmetics, позволившие создать Центр альтернатив опытам над животными.
Будучи убеждённым вегетарианцем, в 1980-х годах Спира перевёл акцент на обращение с домашним скотом. Он был сторонником постепенного подхода, ориентированного на работу с производителями мяса, чтобы уменьшить страдания животных — что настраивало против него более радикальные организации. Тем не менее, он провёл успешную кампанию по прекращению клеймения животных и принудил McDonald’s и другие сети фаст-фуда контролировать условия на скотобойнях их поставщиков.
Спира умер от рака пищевода в 1998 году.